# Церква Покрови Пресвятої Богородиці (Гусятин)
Церква Покрови Пресвятої Богородиці в Гусятині — парафія і храм греко-католицької громади Гусятинського деканату Бучацької єпархії Української греко-католицької церкви в смт Гусятин Чортківського району Тернопільської області.

## Історія церкви

### Нижній
Ініціатором збору підписів для виділення землі під будівництво нової церкви був о. Геннадій Михайлюк, парох церкви Святого Онуфрія. Громада Гусятина, за активної участі о. Романа Кріси, дяка Василя Павлюка та старших братів Зиновія Пастасовського і Мирона Буячка, незабаром збудувала церкву-капличку.
У 1996 році було освячено наріжний камінь для будівництва церкви Пресвятої Богородиці. Завдяки пожертвам громади, жителів Гусятинщини, а також благодійників з-за кордону, будівництво тривало 16 років.
У верхньому храмі діють:
- Спільнота «Матері в молитві».
- Вівтарна дружина.

### Верхній
У 1994 році через зростання кількості вірних гусятинська церква вже не могла вмістити всіх парафіян. У зв'язку з цим владика Тернопільської єпархії Михаїл Сабрига дав благословення на створення нової парафії та будівництво храму на честь Покрови Пресвятої Богородиці.
29 квітня 1994 року було утворено парафію та зареєстровано її статут. Відомий тернопільський архітектор Михайло Нетриб'як розробив проєкт церкви, поєднавши стилі раннього та сучасного українського бароко. 30 червня 1996 року владика Михаїл Сабрига освятив наріжний камінь. Жертводавцями будівництва стали парафіяни, місцеві підприємства, організації та благодійна організація «Церква в потребі».
У нижньому храмі парафії діють такі спільноти та братства:
- Братства «Апостольство молитви» та «Матері Божої Неустанної Помочі».
- Вівтарна дружина.
- Спільноти «Третій чин сестер Василіянок» та «Матері в молитві».
- Організація «Українська молодь — Христові».

На території парафії також розташована капличка Матері Божої Неустанної Помочі і Пресвятої Богородиці.

## Парохи
- о. Роман Кріса (нижній храм),
- о. Петро Гудима (з 2011, верхній храм),